# Ouémani
Ouémani är en ort i Komorerna.   Den ligger i distriktet Grande Comore, i den nordvästra delen av landet, 40 km norr om huvudstaden Moroni. Ouémani ligger 30 meter över havet och antalet invånare är 426. Den ligger på ön Grande Comore.
Terrängen runt Ouémani är kuperad åt sydost, men norrut är den platt. Havet är nära Ouémani åt nordväst. Runt Ouémani är det tätbefolkat, med 411 invånare per kvadratkilometer. Närmaste större samhälle är Mitsamiouli, 4,5 km väster om Ouémani. Omgivningarna runt Ouémani är en mosaik av jordbruksmark och naturlig växtlighet.